# Rhynchophoromyces rostratus
Rhynchophoromyces rostratus är en svampart som först beskrevs av Roland Thaxter, och fick sitt nu gällande namn av Roland Thaxter 1908. Rhynchophoromyces rostratus ingår i släktet Rhynchophoromyces och familjen Ceratomycetaceae.   Inga underarter finns listade i Catalogue of Life.